# Concerto pour trompette
Pour les articles homonymes, voir Concerto pour trompette (homonymie).
Un concerto pour trompette est un concerto pour trompette solo et ensemble instrumental, habituellement un orchestre. De telles œuvres ont été écrites depuis la période baroque, lorsque la forme du concerto pour soliste a été développée pour la première fois, jusqu'à aujourd'hui. Bien qu'ils soient relativement rares par rapport aux concertos pour d'autres instruments, certains grands compositeurs ont contribué au répertoire de concertos pour trompette, comme Joseph Haydn dans son concerto pour trompette en mi bémol.
Traditionnellement basé sur trois mouvements, le concerto pour trompette moderne est parfois structuré en quatre mouvements ou plus. Dans certains concertos pour trompette, en particulier ceux des époques baroque et moderne, la trompette est accompagnée par un ensemble de chambre plutôt que par un orchestre.

## Liste sélective de concertos pour trompette
Les concertos suivants se trouvent actuellement au centre du répertoire occidental pour trompette.

### Ère baroque
Jean-Sébastien Bach
- Concerto brandebourgeois n°2 (Partie soliste pour trompette)

Joseph Arnold Gross
- Concerto pour trompette en ré majeur

Johann Friedrich Fasch
- Concerto pour trompette et deux hautbois en ré majeur

Georg Reutter le jeune
- Concerto pour trompette en ré majeur

François-Xavier Richter
- Concerto pour trompette en ré majeur

Antonio Vivaldi
- Concerto pour deux trompettes (en) RV 537

Francesco Onofrio Manfredini
- Concerto pour deux trompettes en ré majeur

Giuseppe Torelli
- Concerto pour trompette en ré, G.9

Christoph Graupner
- Concerto pour trompette en ré majeur

Franz Querfurth
- Concerto pour trompette en mi bémol majeur

Johann Wilhelm Hertel
- Concert pour trompette n° 1 en mi bémol majeur
- Concerto pour trompette n° 2 en mi bémol majeur
- Concerto pour trompette et hautbois en mi bémol majeur

Joseph Riepel (en)
- Concerto pour trompette en ré majeur

Valentin Rathgeber
- Concerto pour deux trompettes en mi bémol. Op. 6 n° 15

Johann Melchior Molter
- Concerto pour trompette n° 1 en ré majeur MWV 6.32
- Concerto pour trompette n° 2 en ré majeur MSV 6.33
- Concerto pour trompette n° 3 en ré majeur MSV 6.34
- Concerto pour deux trompettes n° 1 en ré majeur MSV 6.27
- Concerto pour deux trompettes n° 2 en ré majeur MSV 6.28
- Concerto pour deux trompettes n° 3 en ré majeur MSV 6.29
- Concerto pour deux trompettes n° 4 en ré majeur MSV 6.30
- Concerto pour deux trompettes n° 5 en ré majeur MSV 6.31

Georg Philipp Telemann
- Concerto pour trompette en ré majeur TWV 51:D7

### Ère classique
Laue (vers 1760)
- Concerto pour trompette en ré majeur

Otto (en) (vers 1770)
- Concerto pour trompette en mi bémol majeur

Joseph Haydn
- Concerto pour trompette en mi bémol majeur (trompette à clefs (en))

Michael Haydn
- Concerto pour trompette (en) en do majeur (trompette naturelle)
- Concerto pour trompette en ré majeur

Jan Křtitel Jiří Neruda
- Concerto pour trompette en mi bémol majeur (trompette à clé)

Johann Nepomuk Hummel
- Concerto pour trompette (en) en mi majeur (trompette à clefs)

Leopold Mozart
- Concerto pour trompette (en) en ré majeur (trompette naturelle)

Wolfgang Amadeus Mozart
- Concerto pour trompette (en), K. 47c (1768, perdu)

### Ère romantique
Amilcare Ponchielli
- Concerto pour trompette et orchestre d'harmonie en fa

Oskar Böhme (en)
- Concerto pour trompette en fa mineur (à l'origine en mi mineur)

### Aujourd'hui
Kalevi Aho
- Concerto pour trompette et orchestre symphonique à vent (2011)

Alexandre Aroutiounian
- Concerto pour trompette (en) en la bémol majeur (1950)

Alfred Baum (en)
- Concerto pour trompette, piano, timbales et cordes (1959/60)[1]

Herbert Blendinger (en)
- Concerto barocco pour trompette et orchestre, op. 33 (1977)

Charles Chaynes
- Concerto pour trompette et orchestre de chambre (1956)

Peter Maxwell Davies
- Concerto pour trompette (en) (1988)

Duke Ellington
- Concerto for Cootie (Concerto pour Cootie)

Michael Gilbertson (en)
- Concerto pour trompette (2017)

Geoffrey Gordon (en)
- CHASE - A Concerto for Trumpet and Orchestra after Giacometti (2017)

Helen Grime (en)
- Concerto pour trompette, night-sky-blue (en) (2022)

Heinz Karl Gruber (en)
- Aerial, Concerto pour trompette et orchestre (1998-99), composé pour Håkan Hardenberger

André Jolivet
- Concertino pour trompette, orchestre à cordes et piano (1948)
- Concerto no 2 pour trompette, instruments à vent, piano et percussion (1954)

Lowell Liebermann
- Concerto pour trompette et orchestre, op. 74 (2001)

John Mackey (en)
- Antique Violences : Concerto pour trompette (2017)

Ennio Morricone
- UT pour trompette, timbales, grosse caisse et orchestre à cordes

Thea Musgrave
- Concerto pour trompette (en) (2019)

William P. Perry (en)
- Concerto pour trompette et orchestre

Gerhard Präsent (en)
- Heaven's Light (Himmelslicht), concerto pour trompette et orchestre

Christopher Rouse
- La trompette de Heimdall (en), concerto pour trompette et orchestre

Philip Sawyers (en)
- Concerto pour trompette, cordes et timbales (2018) (Nimbus NI 6374)

R. Murray Schafer
- The Falcon's Trumpet (La trompette du faucon)

Frank Ticheli (en)
- Concerto pour trompette et orchestre, composé pour Armando Ghitalla

Henri Tomasi
- Concerto pour trompette et orchestre (1948)

Mieczysław Weinberg
- Concerto pour trompette en si bémol majeur, op. 94 (1968)

Jörg Widmann
- Towards Paradise (en) (2021)

Grace Williams
- Concerto pour trompette et orchestre (1963)

John Williams
- Concerto pour trompette et orchestre (1996)

Joe Wolfe (en)
- Concerto pour trompette et orchestre (2003)[2]

Ellen Zwilich
- American Concerto (en) (1994)